# Liste der Ramsar-Gebiete in Tschechien
Die Ramsar-Gebiete in Tschechien umfassen insgesamt 14 Feuchtgebiete mit einer Gesamtfläche von 60.207 ha, die unter der Ramsar-Konvention registriert sind (Stand April 2022). Das nach dem Ort des Vertragsschlusses, der iranischen Stadt Ramsar, benannte Abkommen ist eines der ältesten internationalen Vertragswerke zum Umweltschutz. In Tschechien trat die Ramsar-Konvention am  1. Januar 1993 in Kraft.
Zu den Ramsar-Gebieten Tschechiens zählen verschiedenste Typen von Feuchtgebieten wie Marschland, Flüsse, Bäche, Süßwasserseen, Höhlensysteme, Nadel- und Laubwälder, Grundwassersysteme und Süßwasser- und Mineralquellen, Fischteiche und Tümpel, landwirtschaftliche Flächen, Auen- und Schlammflächen, Sümpfe, Moore und Mittelgebirgsareale.
Im Folgenden sind alle Ramsar-Gebiete Tschechiens alphabetisch aufgelistet.
| Nr. | Name des Gebiets                        | Bild            | Ramsar-Gebietsnr. | Ausweisungs- datum | Fläche (ha) | Höhe (m)  | Management- plan | Region                                | Lage                     |
| --- | --------------------------------------- | --------------- | ----------------- | ------------------ | ----------- | --------- | ---------------- | ------------------------------------- | ------------------------ |
| 1   | Jizera Headwaters                       |                 | 2074              | 13. Feb. 2012      | 2303        | 795–1035  | Ja               | Liberecký kraj                        | 50,84333° N, 15,30361° O |
| 2   | Krkonošská rašeliniště                  |                 | 637               | 2. Nov. 1993       | 230         | 1298–1440 | Ja               | Trutnov                               | 50,73306° N, 15,70806° O |
| 3   | Krušnohorská rašelinište                | Bild gesucht BW | 1670              | 3. Juni 2005       | 11224       | 730–1115  | Ja               | Ústecký kraj und Královéhradecký kraj | 50,50546° N, 13,20335° O |
| 4   | Lednické rybníky                        |                 | 497               | 2. Juli 1990       | 650         | 170–175   | Ja               | Břeclav                               | 48,76677° N, 16,78273° O |
| 5   | Liběchovka and Pšovka Brooks            |                 | 922               | 13. Nov. 1997      | 350         | 175–290   | Ja               | Kraj Vysočina                         | 50,41682° N, 14,50128° O |
| 6   | Litovelské Pomoraví                     |                 | 638               | 26. Okt. 1993      | 5122        | 220–252   | Ja               | Olomoucký kraj                        | 49,70289° N, 17,10255° O |
| 7   | Mokřady dolního Podyjí                  |                 | 635               | 26. Okt. 1993      | 11525       | 410–490   | Ja               | Breclav                               | 48,83399° N, 16,74857° O |
| 8   | Novozámecký a Brehyňský rybník          |                 | 496               | 2. Juli 1990       | 923         | 250–272   | Ja               | Česká Lípa                            | 50,61886° N, 14,56933° O |
| 9   | Poodří                                  |                 | 639               | 2. Nov. 1993       | 5450        | 214–298   | Ja               | Ostrava und Jistebník                 | 49,69667° N, 18,05097° O |
| 10  | Punkva subterranean stream              |                 | 1413              | 18. März 2004      | 157         | 320–570   | Ja               | Jihočeský kraj                        | 49,41929° N, 16,73016° O |
| 11  | Springs and Mires of the Slavkov Forest |                 | 2075              | 13. Feb. 2012      | 3223        | 631–961   | Ja               | Karlovy Vary                          | 50,03917° N, 12,73472° O |
| 12  | Třeboňská rašeliniště                   |                 | 636               | 26. Okt. 1993      | 1100        | 410–487   | Ja               | České Budějovice                      | 49° N, 14,81667° O       |
| 13  | Třeboňské rybníky                       |                 | 495               | 2. Juli 1990       | 10165       | 420–450   | Ja               | České Budějovice                      | 48,63306° N, 14,81667° O |
| 14  | Šumavská rašeliniště                    |                 | 494               | 2. Juli 1990       | 6371        | 730–1200  | Ja               | Klatovy und Prachatice                | 49,08306° N, 13,41667° O |